# Na rybničkách
Na rybničkách je soustava čtyř malých rybníčků o rozloze vodních ploch od 0,12 po 0,61 ha nalézající se v polích na východním okraji městečka Libáň v okrese Jičín.
Rybníčky jsou využívány místní organizací Českého rybářského svazu v Libáni pro chov rybí násady. Rybniční areál je přístupný po polní cestě vedoucí z Dukelské ulice v Libáni.

## Galerie

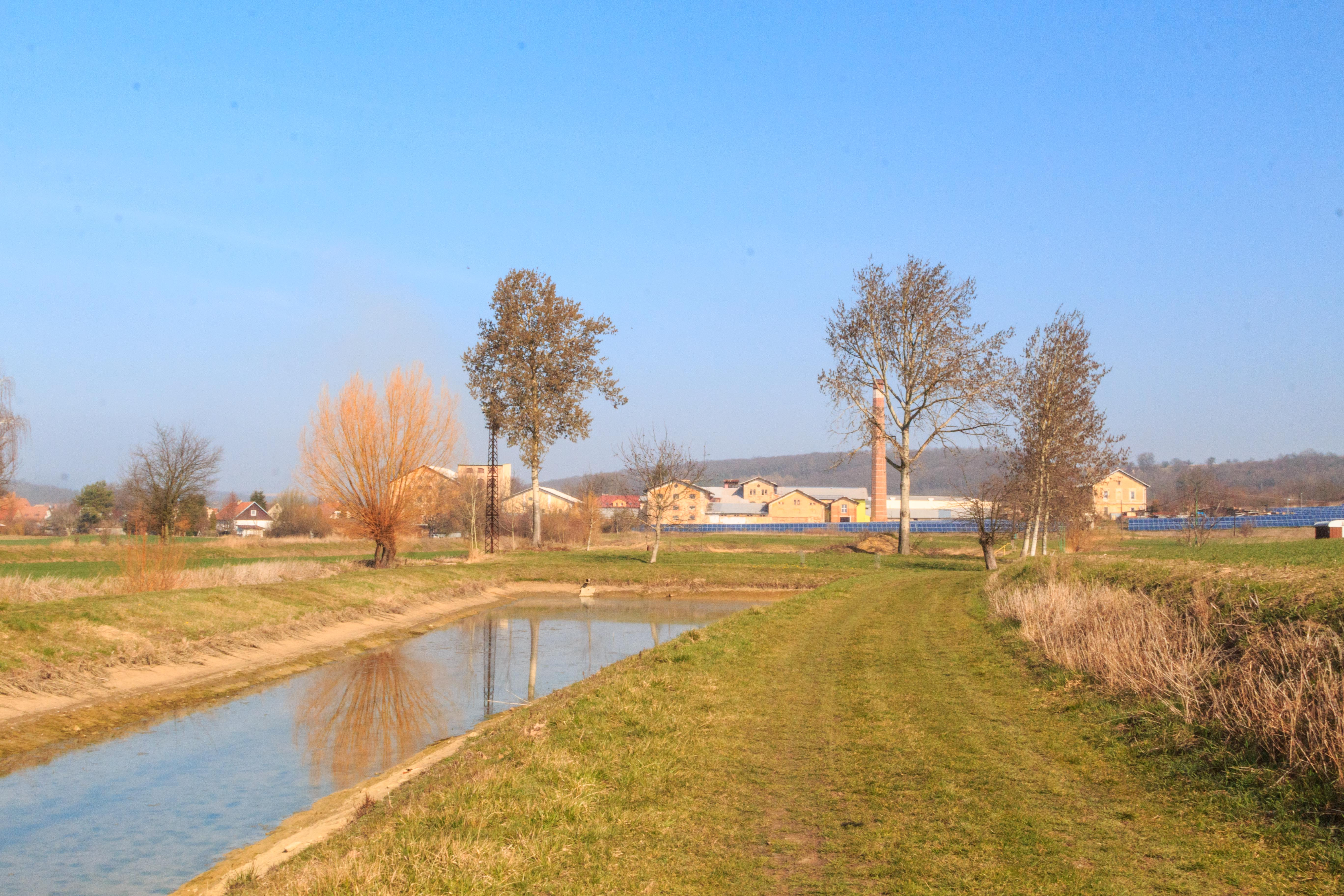
pohled na rybníček I
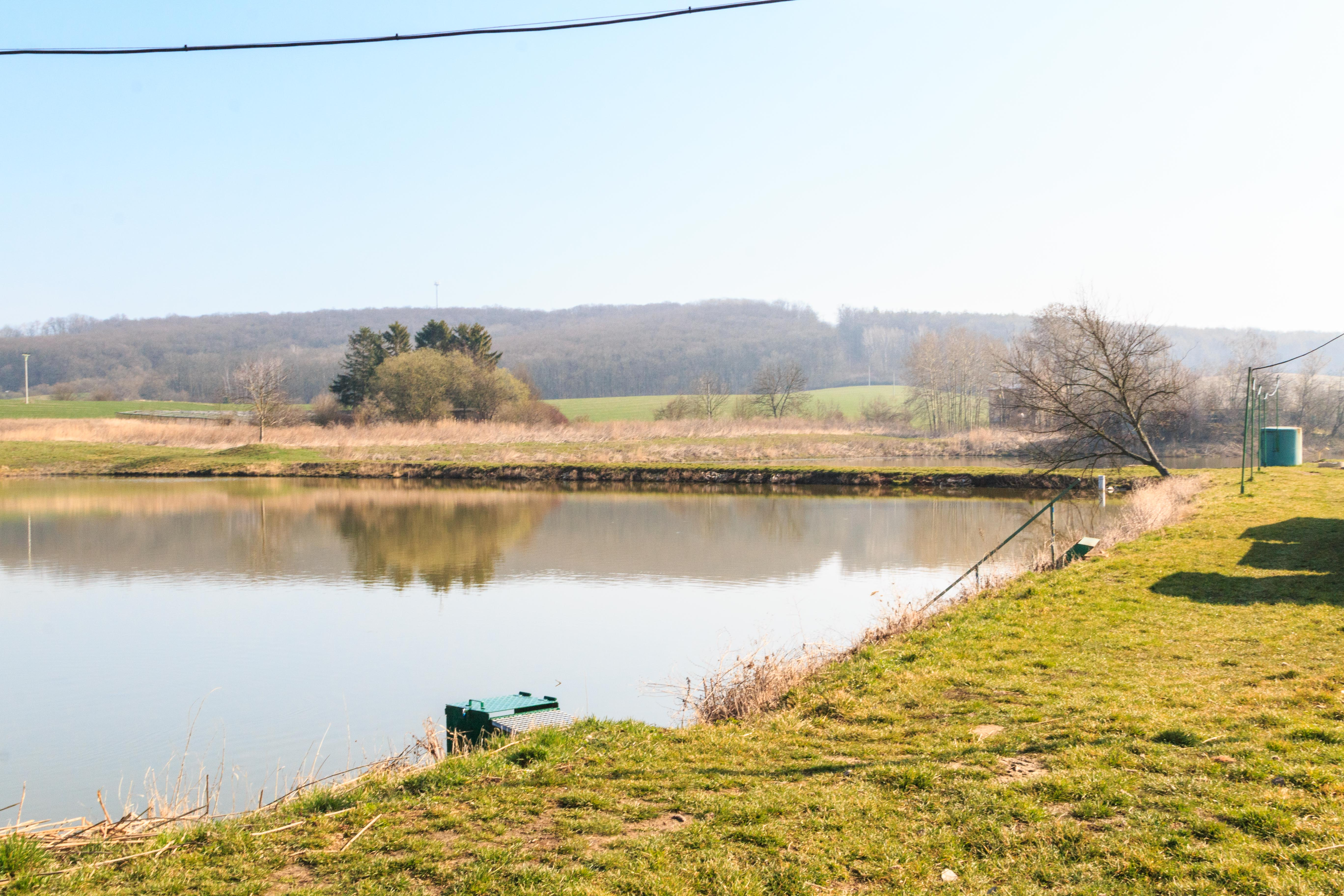
pohled na rybníček II
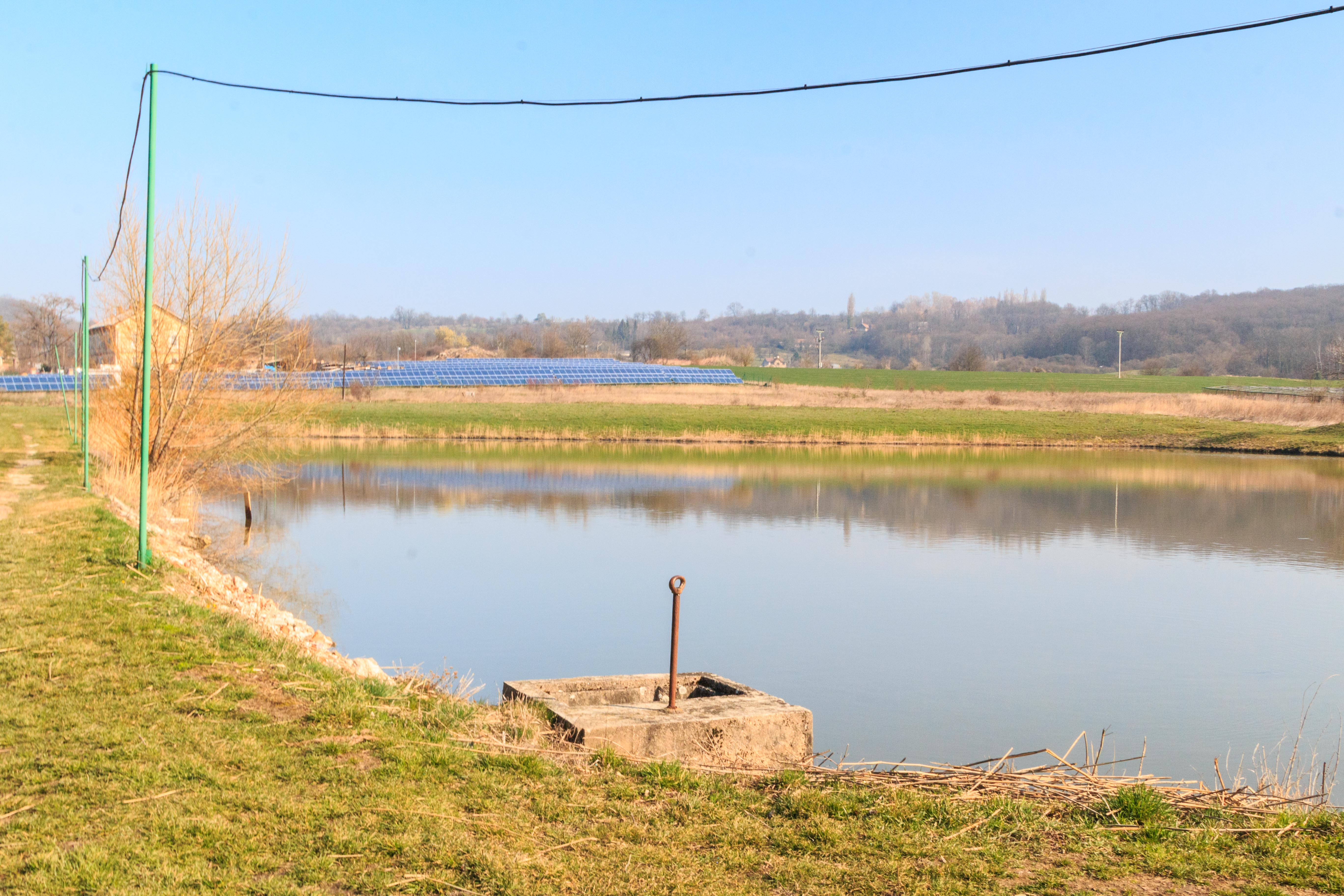
pohled na rybníček III
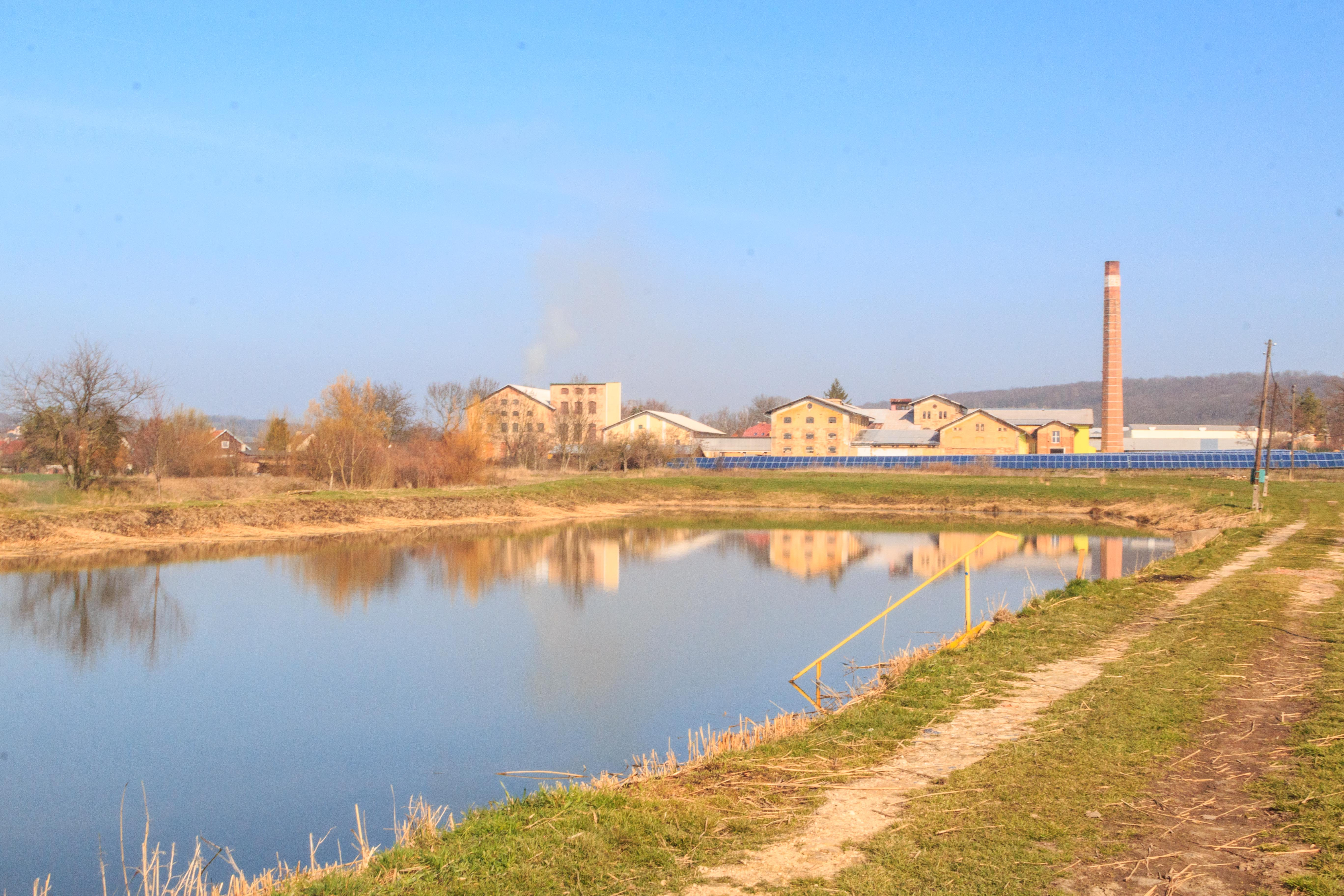
pohled na rybníček III
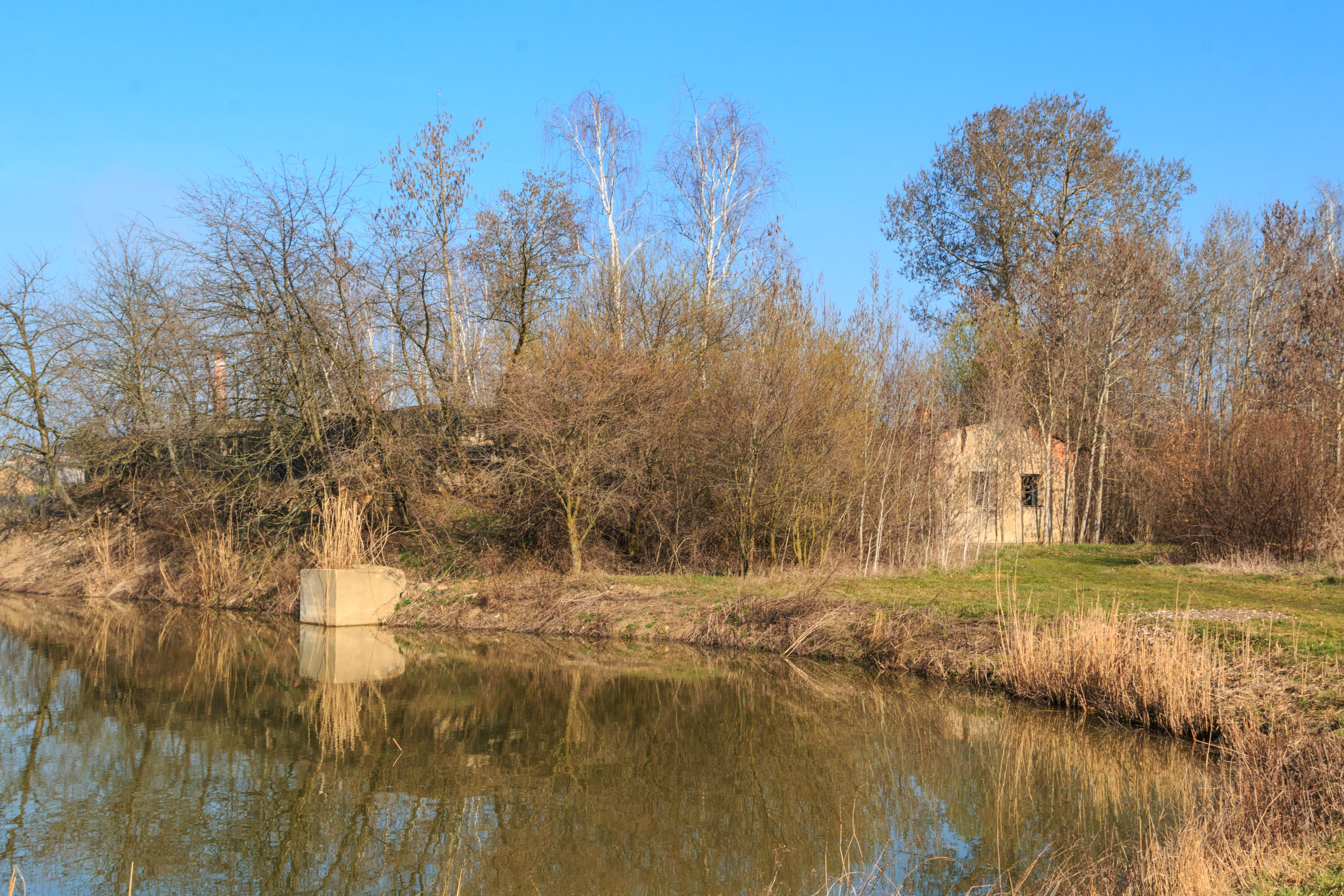
pohled na rybníček IV